# Huia absita
Huia absita és una espècie de granota que viu a Laos i, possiblement també, al Vietnam.